# Разумный кит
«Разумный кит» (англ. Intelligent Whale) — экспериментальная подводная лодка с ручным приводом, разработанная в 1860-х годах для потенциального использования в Военно-морских силах США.

## История
Подлодка Intelligent Whale была построена по проекту Сковела Стерджиса Мерриама (англ. Scovel Sturgis Merriam) в 1863 году Августом Прайсом (англ. Augustus Price) и видным американским судостроителем Корнелиусом Скрантоном Бушнеллом (англ. Cornelius Scranton Bushnell; 1829—1896). В 1864 году была образована American Submarine Company, которая представляла интересы Прайса и Бушнелла, после чего последовали годы судебных разбирательств по поводу права собственности на судно, которое было спущено на воду в 1866 году. После того, как право собственности было установлено судом, подводная лодка была продана 29 октября 1869 года по контракту, заключенному владельцем Оливером Холстедом (англ. Oliver Halstead) и министром ВМС США Джорджем Максвеллом Робсоном Военно-морскому министерству США, при этом, согласно договору купли-продажи, большая часть стоимости должна была быть выплачена только после успешных испытаний «Кита».
В сентябре 1872 года состоялось первое испытание подводной лодки. «Разумный кит» погрузился, заполнив балластные отсеки затем вытеснил воду при помощи сжатого воздуха (этот принцип используется на большинстве подлодок и сейчас). Было подсчитано, что «Кит» мог оставаться под водой около десяти часов. Внутри могли разместиться тринадцать человек, но для того, чтобы привести судно в рабочее состояние, требовалось всего шесть членов экипажа. Единственное известное испытание, о котором сообщил пионер подводного плавания Джон Филипп Холланд, было проведено неким генералом Суини (англ. Sweeney) и двумя другими. Они погрузили лодку на глубину 16 футов (5 метров), и Суини, одетый в водолазный костюм, вылез через отверстие в дне, поместил взрывное устройство на учебной мишени (лодке) и вернулся на борт. Заряд был взорван шнуром и фрикционным капсюлем, прикрепленным к заряду, затопив лодку.

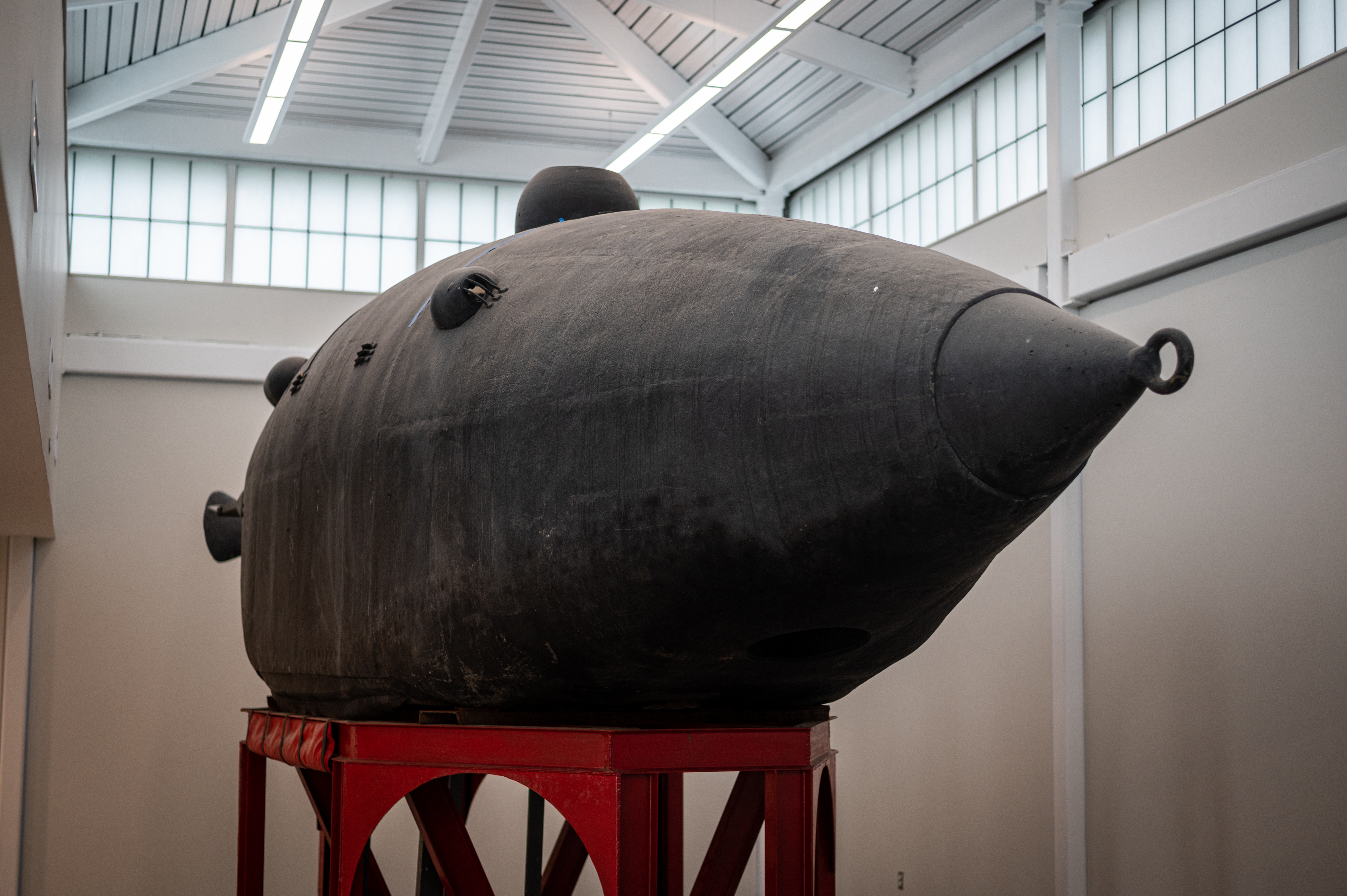
«Разумный кит» в Музей Национальной гвардии Нью-Джерси в Си-Герт

Хотя учебная цель и была уничтожена, представители Военно-морского ведомства США сочли результат испытаний провальным. Суммируя автономность и скорость «Разумного кита», а также сложность установки зарядов они пришли к выводу, что в условиях реальной войны Intelligent Whale будет практически бесполезен. Кроме того у всех была свежа в памяти катастрофа «Аллигатора» произошедшая 2 апреля 1863 года. В итоге Морской департамент полностью отказался от проекта и прекратил финансирование.
Эти неудачи не отбили у американцев желание обзавестись собственным подводным флотом и уже 17 мая 1897 года на воду была спущена подлодка «Голланд» построенная на верфи Crescent Shipyard в городе Элизабет, которая стала первой подводной лодкой ВМФ США. Тот факт, что Холланд подробно изучал результаты испытаний говорит о том, что он не мог не учесть выявленные ошибки проекта Intelligent Whale при создании «Голланда», а следовательно «Кит» таки внёс свою лепту в создание подводного флота.
После неудачного испытания в 1872 года подлодка «Разумный кит» была выставлена на Бруклинской военно-морской верфи и оставалась там до 1968 года, когда её перевели на Вашингтонскую военно-морскую верфь, где она оставалась в качестве экспоната Национального музея военно-морских сил США до передислокации в Музей Национальной гвардии Нью-Джерси в городе Си-Герте, где она экспонируется и в настоящее время.